# یوشیو شینوزوکو
یوشیو شینوزوکو (انگلیسی: Yoshio Shinozuka؛ ۱ نوامبر ۱۹۲۳ – ۲۰ آوریل ۲۰۱۴) یک سرباز ارتش امپراتوری ژاپن در دوران جنگ جهانی دوم بود.
او در این دوران، به‌عنوان یک بهیار ارتش در واحد ۷۳۱ خدمت می‌کرد.
طبق اعترافات خودش، شینوزوکو در سن ۱۶ سالگی به واحد ۷۳۱ پیوست و در انجام زنده‌شکافی و سایر آزمایش‌ها بر روی زندانیان چینی در هاربین دخیل بود.
او به مدت طولانی در چین زندانی بود و در سال ۱۹۶۵ میلادی آزاد شد.
قرار بود او در سال ۱۹۹۸ در یک کنفرانس صلح در ایالات متحده آمریکا و کانادا سخنرانی کند، اما مسئولان این دو کشور با این ادعا که او یک جنایتکار جنگی است، اجازه ورودش را به کشورشان ندادند.